# Granatspitzgruppe

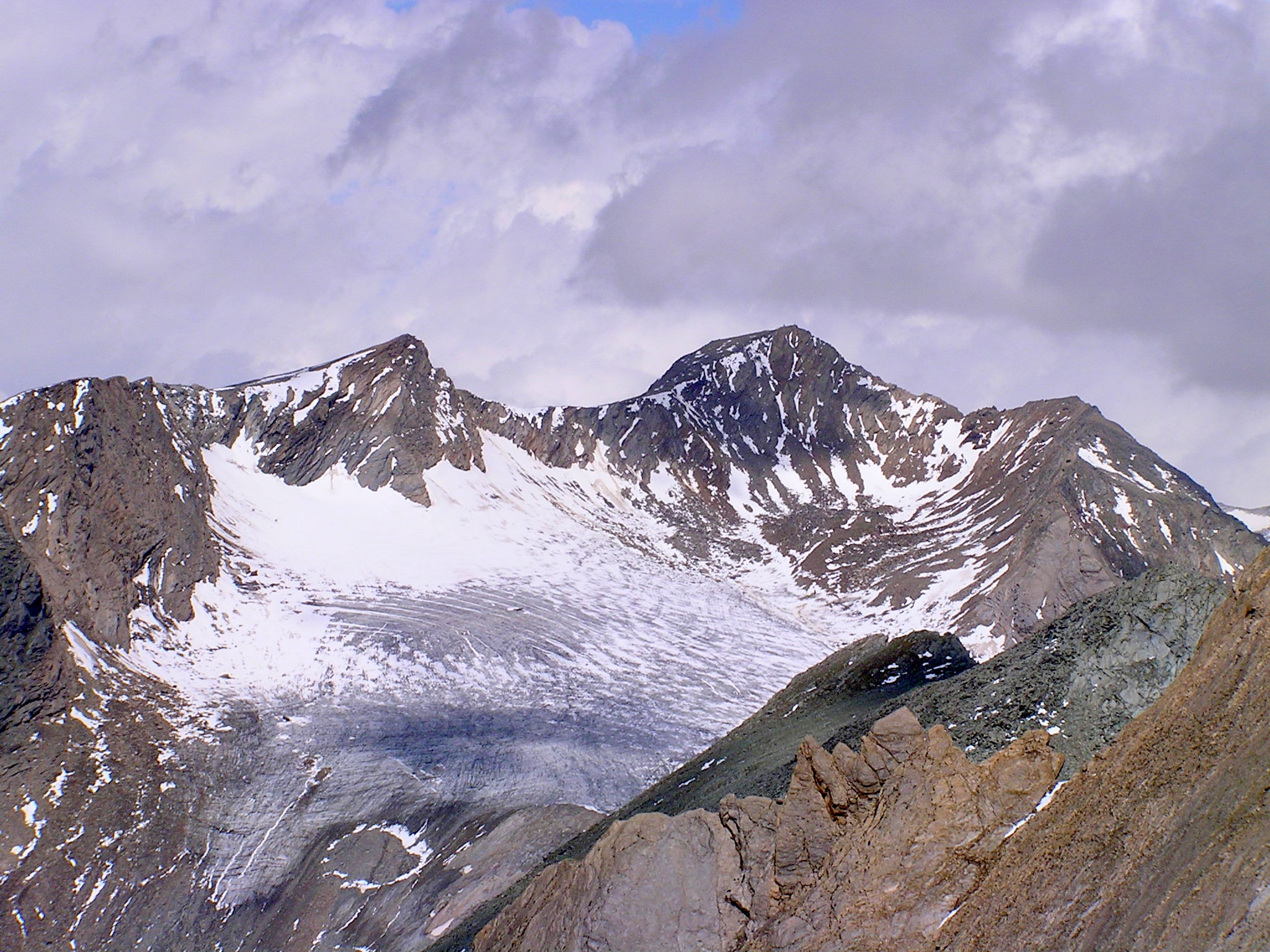
Muntanitz – najwyższy szczyt grupy

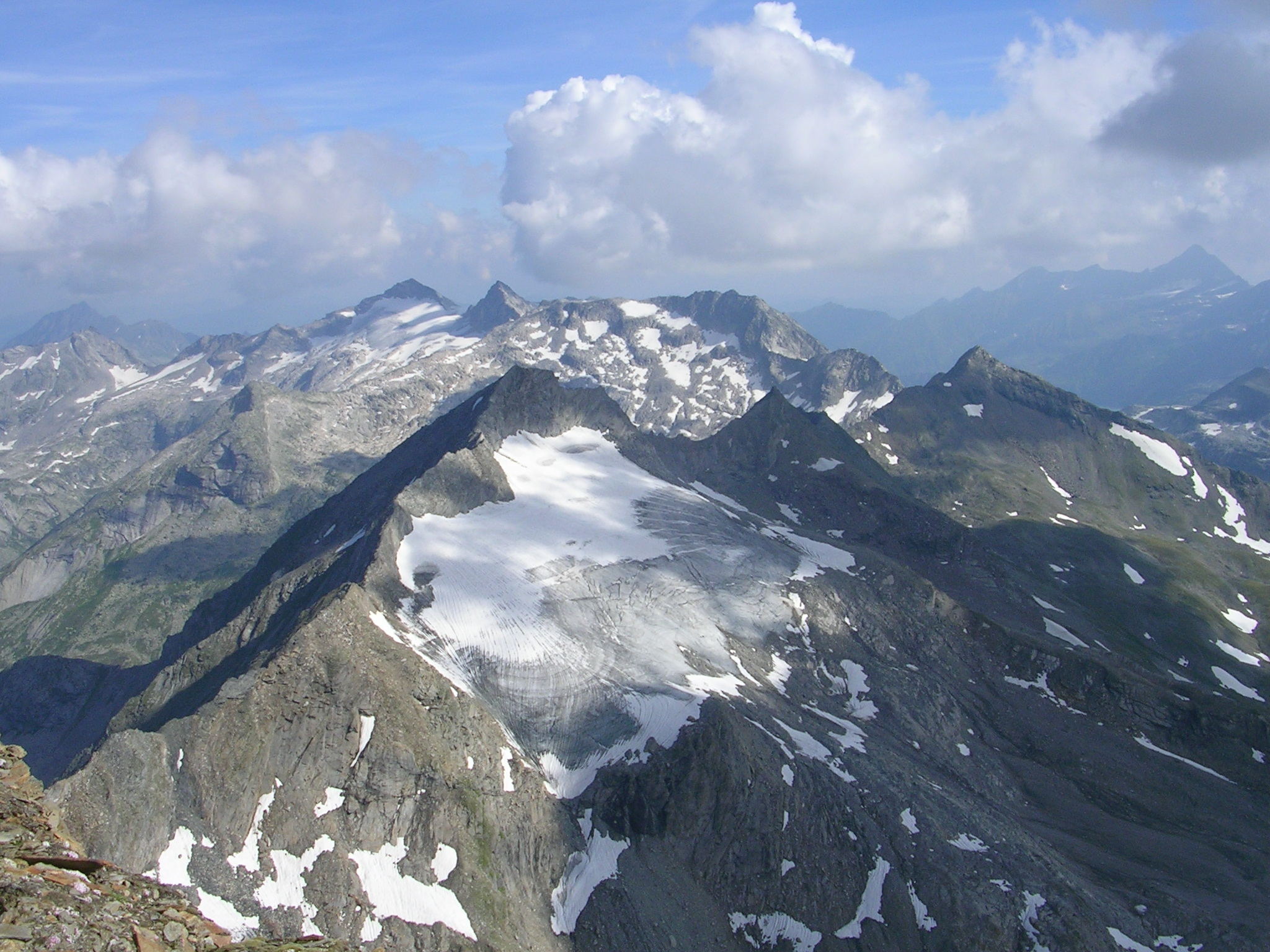
Luckenkogel

Granatspitzgruppe to podgrupa Wysokich Taurów, pasma górskiego w Alpach Wschodnich. Grupa ta leży na terytorium dwóch austriackich krajów związkowych: Tyrolu i Salzburga.
Grupa Granatspitzgruppe graniczy z Alpami Kitzbühelskimi na północy, Glocknergruppe na wschodzie, Schobergruppe i Villgratner Berge na południu oraz Venedigergruppe na zachodzie.
Najwyższe szczyty grupy to:
- Muntanitz (3232 m),
- Luckenkogel (3100 m),
- Stubacher Sonnblick (3088 m),
- Granatspitze (3086 m),
- Kendlspitze (3085 m),
- Kalser Bärenkopf (3079 m),
- Gradötz (3063 m),
- Stellachwand (3060 m),
- Grauer Schimme (3053 m),
- Wellachköpfe (3037 m),
- Äußerer Knappentröger (3031 m).